# 267
267 (CCLXVII na numeração romana) foi um ano comum do século III do Calendário Juliano, da Era de Cristo, a sua letra dominical foi F (52 semanas), teve início a uma terça-feira e terminou também a uma terça-feira.
| Ano completo                       |
| ---------------------------------- |
| Ano comum com início à terça-feira |

## Acontecimentos
- Os Godos efectuam uma das maiores invasões bárbaras do Império Romano.
- Os Hérulos saqueiam Bizâncio.
- Zenóbia autoproclama-se rainha de Palmira e funda o Império de Palmira.